# 12057 Alfredsturm
12057 Alfredsturm eller 1998 DK1 är en asteroid i huvudbältet som upptäcktes den 18 februari 1998 av Starkenburg-observatoriet. Den är uppkallad efter den tyske generalen och amatörastronomen Alfred Sturm.
Asteroiden har en diameter på ungefär 3 kilometer.